# Kobieta-Wąż
Kobieta Wąż (ang. The Reptile) – brytyjski film grozy z 1966 roku. Film został wyprodukowany przez brytyjskie studio Hammer Films.

## Fabuła
Harry Spalding z żoną Valerie, wyrusza do małej wioski Clagmoor Heath w Kornwalii, gdzie w tajemniczych okolicznościach zmarł brat Harry’ego, Charlie. Wkrótce, z pomocą mieszkańców, para odkrywa całą serię morderstw popełnioną przez tajemniczego potwora: kobietę-węża.

## Obsada
- Ray Barrett – Harry George Spalding
- Jennifer Daniel – Valerie Spalding
- Jacqueline Pearce – Anna Franklyn
- Michael Ripper – Tom Bailey
- George Woodbridge – stary Garnsey
- Harold Goldblatt – adwokat
- Charles Lloyd-Pack – wikary
- David Baron – Charles Edward Spalding[2]
- Marne Maitland – The Malay
- John Laurie – Szalony Peter